# Ruta Q del metro de Nova York
La Ruta Q Broadway Express és un servei de ferrocarril metropolità subterrani del Metro de Nova York, als Estats Units d'Amèrica. El servei Q opera sempre entre les estacions de 57th Street (a Midtown Manhattan) i Coney Island-Stillwell Avenue. Opera de forma local a Brooklyn i exprés a Manhattan.
A diferència d'altres metros, cada servei no correspon a una única línia, sinó que un servei pot circular per diverses línies de ferrocarril. El servei Q utilitza les següents línies:
| Ruta Q del Metro de Nova York | Línia            | <<            | >>            | Vies     | Temps  |
| ----------------------------- | ---------------- | ------------- | ------------- | -------- | ------ |
| Ruta Q del Metro de Nova York | Broadway Line    | 57th Street   | Canal Street  | exprés   | sempre |
| Ruta Q del Metro de Nova York | Manhattan Bridge | tota la línia | tota la línia | vies sud | sempre |
| Ruta Q del Metro de Nova York | Brighton Line    | tota la línia | tota la línia | local    | sempre |